# Titu Cusi Yupanqui
Titu Cusi Yupanqui (1529–1571) byl v letech 1557–1571 inkou ve Vilcabambě, posledním pozůstatku Incké říše. Předchozí inka Sayri Túpac byl jeho bratr a inka Manco Cápac II. byl jeho otec.

## Život

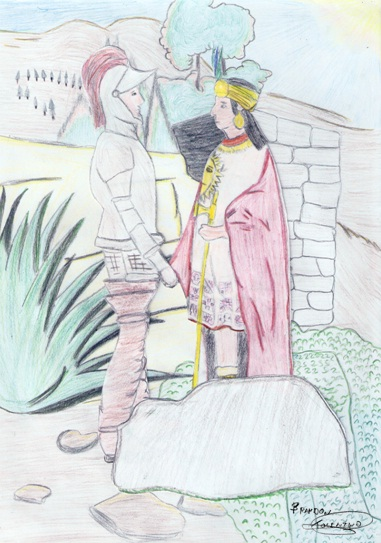
Titu Cusi Yupanqui.

Titu Cusi se pokusil stabilizovat vztahy se Španěly, od kterých mu neustále hrozil vojenský vpád. Po diplomatickém vyjednávání s místokrálem Franciscem de Toledo přijal ve Vilcabambě misionáře (byly to augustiniáni) a nechal se pokřtít. V roce 1566 se Španěly uzavřel mírovou smlouvu, kterou se stal poddaným španělského krále Filipa II. Španělského. Augustiniáni byli po dlouhých letech první Evropané, kteří směli do Vilcabamby vstoupit. Po smrti Titu Cusiho se posledním inkou v historii stal jeho bratr Túpac Amaru.